# Mediteranske šume i makije
Mediteranske šume i makije su biom s umjerenom klimom, kojeg karakteriziraju suha ljeta i kišovite zime. Ljeto je obično vruće, ali može biti prohladno na obalama nekih mora, kao blizu San Franciscoa, jer je more tu hladno. Zime su obično umjerene do prohladne na obalnim mjestima, a mogu biti hladne u mjestima udaljenijim od mora ili na većim visinama.
Eko-regije mediteranskih šuma i makije postoje na pet mjesta na svijetu: oko Sredozemnog mora, u Kaliforniji, u centralnom Čileu, na jugozapadu Australije i u Western Capeu u Južnoj Africi.

## Raznolikost
Ove regije su dom velikom broju vrsta i mogu se sastojati od mnogih staništa. Tipovi vegetacije variraju od šuma, do savana, makija i travnjaka; česti su "mozaični" krajolici, kod kojih se razni tipovi vegetacije izmjenjuju ovisno o zemljištu, topografiji, izloženosti vjetru i suncu, kao i požarima. Veliki dio drvenastih biljaka iz regija s mediteranskom klimom su sklerofilne, što znači "tvrdolisno" na grčkom. Sklerofilne biljke uglavnom imaju maleno, tamno lišće pokriveno voskastim vanjskim slojem kako bi održalo vlažnost tijekom sušnih ljetnih mjeseci.
Sve ove regije su vrlo raznolike i sveukupno sadrže 10% svih vrsta biljaka na Zemlji. Fitogeografi smatraju finbos (šikare u Južnoj Africi) odvojenim kraljevstvom biljaka jer je 68% od 8600 vaskularnih biljaka zbijenih na tih 90 000 km2 endemično i vrlo različito na nekoliko taksonomskih nivoa.
Što se tiče gustoće naseljenosti raznih vrsta, ovo je ekvivalent oko 40% biljnih vrsta iz SAD-a i Kanade zajedno na području veličine države Maine. Finbos i šikare jugozapadne Australije imaju floru koja je značajno raznolikija nego u drugim ekoregijama, iako je bilo koja mediteranska makija opet bogatija u vrstama i endemima u odnosu na druge regije u kojima uopće nema šuma.

## Biljne grupe
Glavne biljne zajednice u ovom biomu su:
- Šume: Mediteranske šume se uglavnom sastoje od širokolisnog drveća poput hrastova i mješovitih sklerofilnih šuma Kalifornije i Sredozemlja, od šuma Eucalyptusa na jugozapadu Australije i od šuma Nothofagusa u centralnom Čileu. Šume se obično nalaze u riparianskim zonama gdje dobivaju više vode ljeti. Zimzelene šume se također mogu naći. Šume bora i hrasta su uobičajene u Kaliforniji.
- Manje šume: Šumarci hrasta su karakteristični za Sredozemlje i Kaliforniju, zajedno s manjim šumama bora i, u Kaliforniji, šumarcima oraha.
- Savana i travnjaci: Travnjaci u Centralnoj dolini u Kaliforniji su najveća travnata mediteranska eko-regija, ali su oni većinom iskorišteni za agrikulturu. Tu se ponegdje mogu naći i maleni šumarci hrasta, oraha i bora.
- Makija: Makije su guštari zimzelenih sklerofilnih grmova i manjeg drveća, koji se zovu "chaparral" (Kalifornija), "matorral" (Čile i južna Španjolska), "maquis" (Francuska i drugdje u Sredozemlju), "macchia" (Italija, a odatle potiče i hrvatski naziv - makija), "finbos" (Južna Afrika) i "kwongan" (jugozapadna Australija). Na nekim mjestima, makije su glavni oblik vegetacije, a drugdje nastaju degradacijom bivših šuma sječom, ispašom ili požarom.

## Vatra kao ekološki faktor
Vatra, i prirodna i izazvana od strane ljudi, igra veliku ulogu u oblikovanju ekologije mediteranskih eko-regija. Zbog suhih i vrućih ljeta većina ovih regija je sklona požarima, a ponekada se dešavaju požari izazvani udarom munje. Mnoge biljke su pirofiti, tj. otporne na ili čak ovisne o vatri za reprodukciju, recikliranje hranjivih tvari i odbacivanje mrtve ili stare vegetacije. Domorodci su i u australskoj i kalifornijskoj mediteranskoj eko-regiji ekstenzivno koristili vatru kako bi uništili drveće i grmlje i tako napravili prostora za travu i sličnu vegetaciju koja je mogla održavati divljač i korisne biljke. Biljne zajednice u ovim područjima su se prilagodile čestim požarima koje su ljudi izazvali i pirofitne biljke su postajale češće i otpornije na vatru, dok su manje prilagođene biljke nestale. Nakon kolonizacije ovih regija od strane Europljana, požari su postali rjeđi, što je izazvalo neke neželjene posljedice u ovim eko-regijama; odbačeno gorivo se skupljalo u ekosistemu, pa su požari bili više uništavajući nego inače, a neke vrste ovisne o vatri su sada ugrožene. Europske makije su također oblikovane antropogenskim požarima, koji su povijesno povezani s uzgojem ovaca i koza.

## Geografija
Mediteranske eko-regije su polusuhe i često imaju jalovo zemljište, pa su zato ranjive na degradaciju sječom, ispašom ili uvozom egzotičnih vrsta. Ove regije su također jedne od najugroženijih na planeti i mnoge od njih su pretrpjele strašnu degradaciju već navedenim uzrocima, ali i urbanizacijom i ratarstvom. Eko-regije oko Sredozemlja su posebno degradirane čovjekovim aktivnostima, ekstenzivno su izgubile šume, zemljište je erodiralo, a mnoge biljke i životinje su izumrle ili postale ugrožene.